# 城市植物園
城市植物園（City Botanic Gardens）(原布里斯班植物园)是澳大利亞昆士蘭州布里斯班的一座植物園，位於愛麗絲街，被列入遗产名录。城市植物園又名皇后公園。它位于CBD的花园角，与布里斯班河、爱丽丝街、乔治街、会议大厦和昆士兰理工大学的花园角接壤。它建于1825年，是莫尔顿湾刑事定居点的农场。
这些花园包括布里斯班最成熟的花园，有许多稀有并且不寻常的植物种类。特别是花园里有特有的苏铁、棕榈树、无花果和竹子。
城市植物园于1997年2月3日被列入昆士兰遗产名录。昆士兰遗产名录将其描述为“昆士兰最重要的非土著文化景观，自1828年以来一直有园艺历史，在这段时间里这片土地没有任何重大损失或用途的改变。它仍然是昆士兰首府的主要公共公园和娱乐设施，自19世纪40年代初以来一直发挥着这一作用。”

地处布里斯班市中心，是布里斯班的第一座植物園，種植有眾多珍奇植物。城市植物園的歷史可以追溯至1828年。植物園面積20公頃。

## 历史
1828年，新南威尔士殖民植物学家查尔斯·弗雷泽（Charles Fraser） 在布里斯班北码头附近的莫尔顿湾刑事定居点建立三年后，对当时大部分植物园进行了调查，并将其选为公共花园。最初，这些花园是囚犯们在1825年种下粮食作物来喂养监狱殖民地。
1855年，这几英亩土地的一部分被宣布为植物保护区。同年，沃尔特·希尔（Walter Hill）被任命为植物保护区馆长，这一职位他一直担任到1881年。他开始了一项积极的种植和试验计划。由于希尔对植物进行了驯化实验，植物园里种植的一些老树成为了第一批在澳大利亚种植的树种。实验取得了实际成果。在植物园里对具有潜在商业价值的植物进行了测试，首先看它们是否能独立生长，以确定它们生长所需的资源以及是否可以盈利。希尔引进了芒果、木瓜、生姜、罗望子、桃花心木、蒲公英和洋甘蓝树，以及烟草、糖、葡萄藤、小麦、热带水果、茶、咖啡、香料和纺织植物。他鼓励制糖业先驱约翰·布霍特（John Buhot）的工作，最终于1862年4月在昆士兰州首次生产砂糖。在种植甘蔗的地方竖起了一个石碓。希尔还支持成立于1862年的昆士兰驯化协会的工作，而植物园是该学会进口的繁殖和分销点。

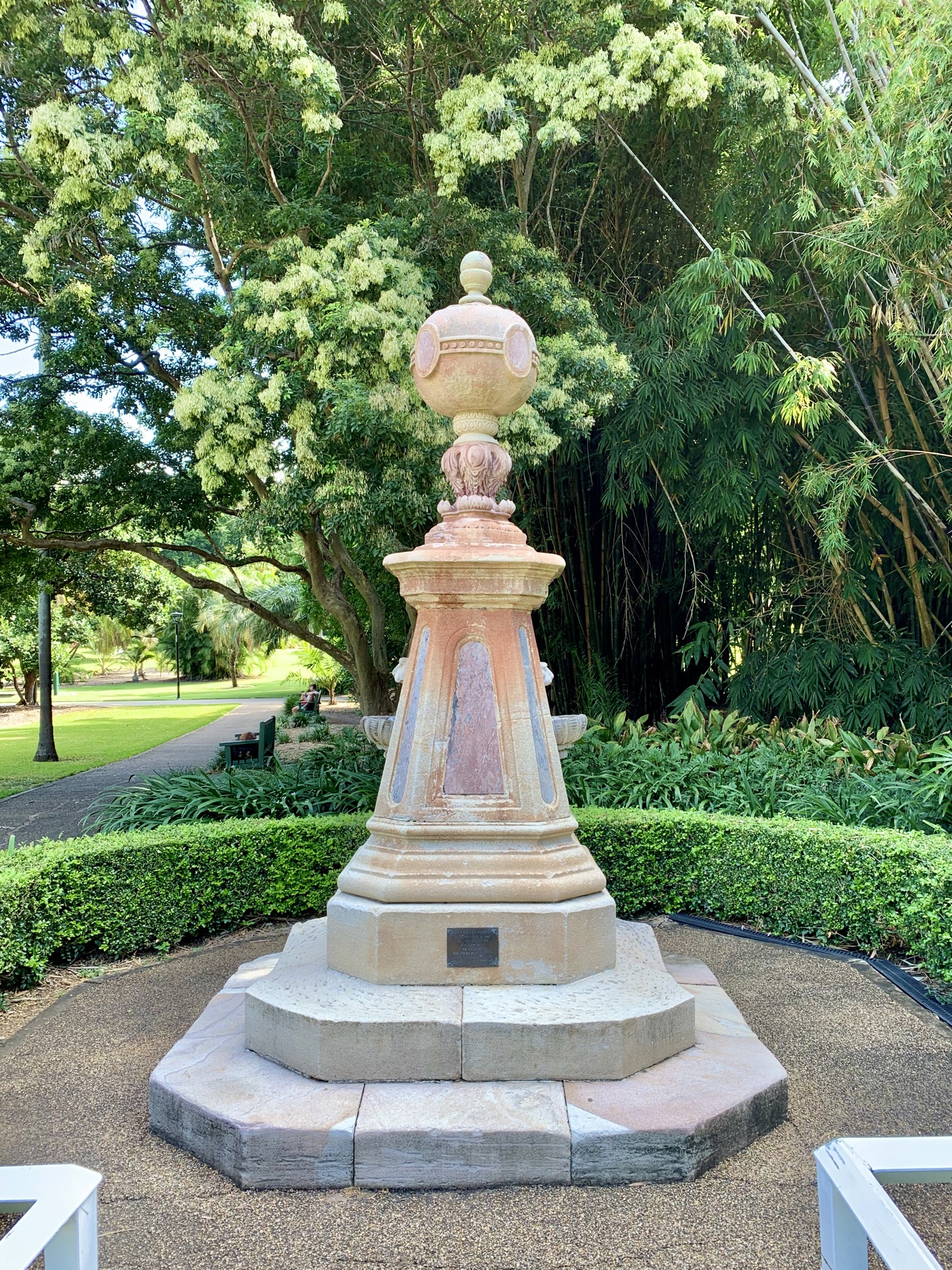
沃尔特·希尔喷泉（2020）

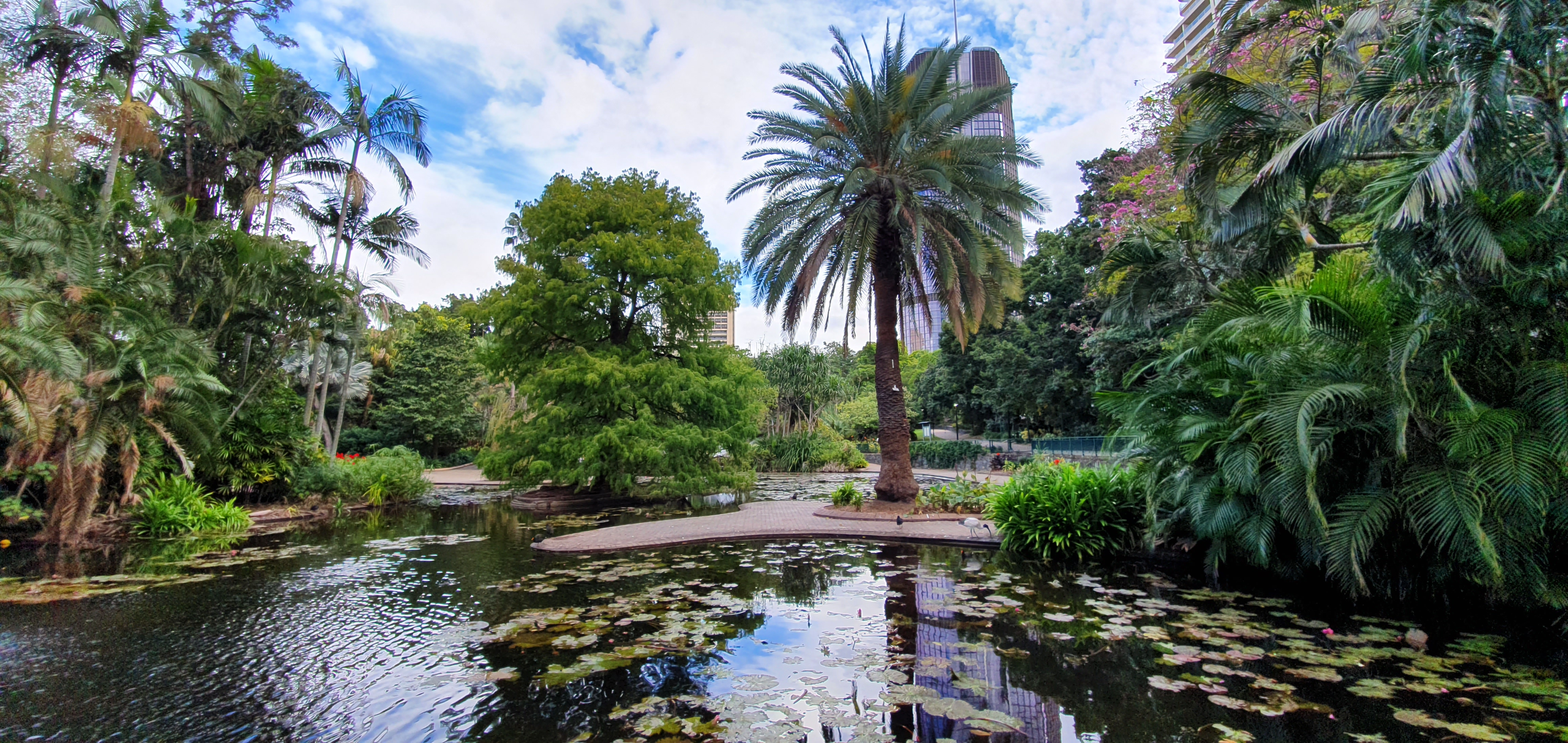
View of City Botanic Gardens

到1866年，希尔成功地将植物园的范围扩大到大约27英畝（11公頃）。沿着爱丽丝街的一块10-英畝（4.0-公頃）的狭长地带不是植物园的一部分，而是作为一个公园和运动场被称为皇后公园。该地区早期的建筑工程包括19世纪50年代后期的一座督察小屋，19世纪60年代早期的一座炮台，1865年至1866年女王公园周围的石头和铁栅栏（利用了佩特里台上旧监狱的石头）和1867年的一个饮水机。这座喷泉是由殖民地建筑师查尔斯·蒂芬（Charles Tiffin）设计的，是在Enoggera水库的网状水引入布里斯班一年后才建成的。后来它被称为沃尔特山喷泉。

## 外部連結
- City Botanic Gardens （页面存档备份，存于）